# Корсаж (фильм)
«Корсаж» (нем. Corsage) — художественный исторический фильм 2022 года австрийского режиссёра Мари Кройцер с Вики Крипс в главной роли, рассказывающий об австрийской императрице Елизавете. Получил главный приз Лондонского кинофестиваля, приз программы «Особый взгляд» в Каннах, номинацию на «Оскар».

## Сюжет
Фильм рассказывает об одном годе из жизни Елизаветы Баварской — жены австрийского императора Франца Иосифа, знаменитой красавицы и сумасбродки. В 1877 году императрице исполняется 40 лет, но она категорически отказывается признать, что уже немолода.

## В ролях
- Вики Крипс — Елизавета Баварская
- Флориан Тейхтмейстер — Франц Иосиф
- Катарина Лоренц — графиня Мари Фештетич
- Колин Морган — Джордж «Бэй» Миддлтон
- Финнегэн Олдфилд — Луи Лепренс
- Тамаш Лендьель — Дьюла Андраши
- Мануэль Рубей — Людвиг II
- Жанна Вернер — Ида Ференци
- Регина Фритш — графиня Фюрстенберг
- Александр Пшилль — Георг Рааб
- Роза Хаджадж — Мария Валерия Австрийская

## Релиз и оценки
Премьера «Корсажа» состоялась 20 мая 2022 года на Каннском кинофестивале, в рамках программы «Особый взгляд». По итогам фестиваля Вики Крипс получила приз за лучшую роль. Картина была выбрана претендентом от Австрии на «Оскар-2023» в номинации «Лучший фильм на иностранном языке», вошла в шорт-лист из 15 номинантов. На Лондонском кинофестивале в октябре 2022 года она победила в номинации «Лучший фильм». «Корсаж» постепенно выходил в прокат в разных странах: в Австрии и Германии (с 7 июля 2022 года), в России (с 20 октября), в США (с 23 декабря), в Великобритании (с 30 декабря), во Франции с 25 января 2023 года.
Российский кинокритик Антон Долин высоко оценил игру Вики Крипс, отметив: «Именно Крипс удаётся создать и поддерживать до финальных титров, на которых она танцует странный танец, идеальный баланс чувственности и самоконтроля, непосредственности и скрытности, великодушия и эгоизма». Манола Даргис охарактеризовала «Корсаж» как «смелый, наглядный и гениально анахроничный портрет императрицы». По мнению Егора Козкина («Фильм.ру»), картина выиграла благодаря отходу от исторических фактов в сторону «сказочности», поставившему её в один ряд с самыми выдающимися байопиками. Елена Зархина увидела в «Корсаже» «младшего брата „Фаворитки“ Лантимоса — такого же хулиганского портрета правящей аристократии, чахнущей в своих огромных замках, напоминающих склеп».
Елена Кушнир («АфишаDaily») отметила, что фильму, созданному почти исключительно женщинами, удалось «избежать стереотипов современного феминистского кино». Главная героиня здесь — женщина своей эпохи, которая не протестует против патриархата, высказывая передовые идеи, а скорее испытывает «невнятное страдание».